# Johann Hoegl

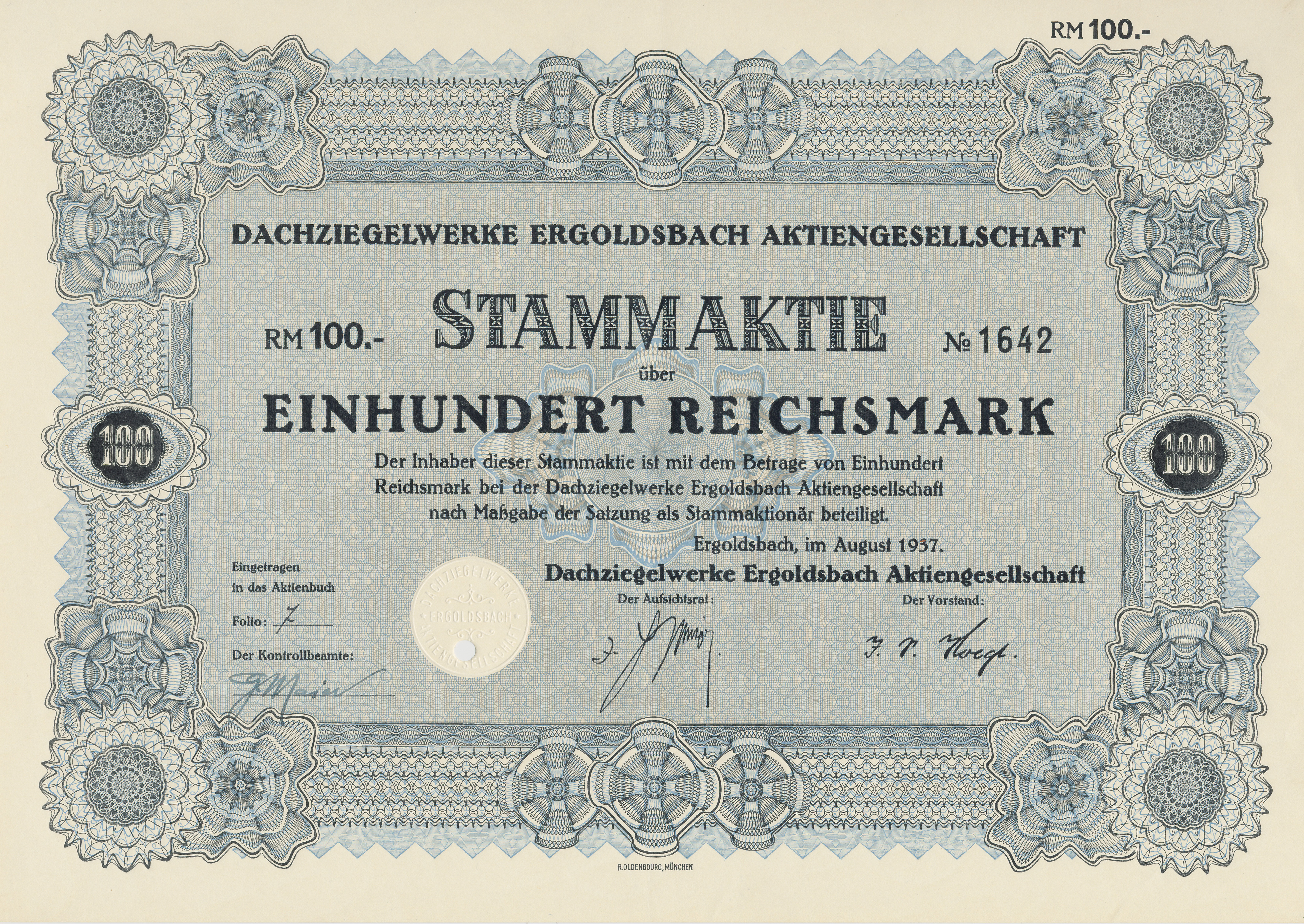
Stammaktie Dachziegelwerke Ergoldsbach mit Unterschrift Hoegls

Johann Sebastian Hoegl (* 17. November 1884; † 1969) war ein deutscher Unternehmer und Bürgermeister von Ergoldsbach.

## Leben
Hoegl war Direktor der Dachziegelwerke Ergoldsbach AG. In der Nachkriegszeit baute er das Unternehmen wieder zu einem der führenden Tonwerke in Bayern mit etwa 6000 Arbeitskräften auf. Für seine Belegschaft schuf er Sozialeinrichtungen und unterstützte kulturelle und karitative Zwecke.
Durch eine eidesstattliche Erklärung im Rahmen der Entnazifizierung ist bekannt, dass Hoegl den Markt Ergoldsbach zum Ende des 2. Weltkriegs vor der Zerstörung rettete. Am 28. April 1945 wurde er als Bürgermeister informiert, dass SS-Truppen mit sechs Geschützen den Ort vor dem Einmarsch amerikanischer Truppen verteidigen wollten. Mit Hilfe von 100 Litern Benzin und Alkohol konnte er die deutschen Soldaten zum Abzug bewegen. Noch in der Nacht wurde er von der Geheimen Staatspolizei deswegen gesucht, konnte sich aber auf einem Einödhof verstecken, bis die Amerikaner Ergoldsbach befreiten.

## Auszeichnungen
- 1955: Verdienstkreuz (Steckkreuz) der Bundesrepublik Deutschland
- In Ergoldsbach ist die Direktor-Hoegl-Straße nach Johann Hoegl benannt

## Quelle
- Bundesarchiv B 122/38470